# Святогор

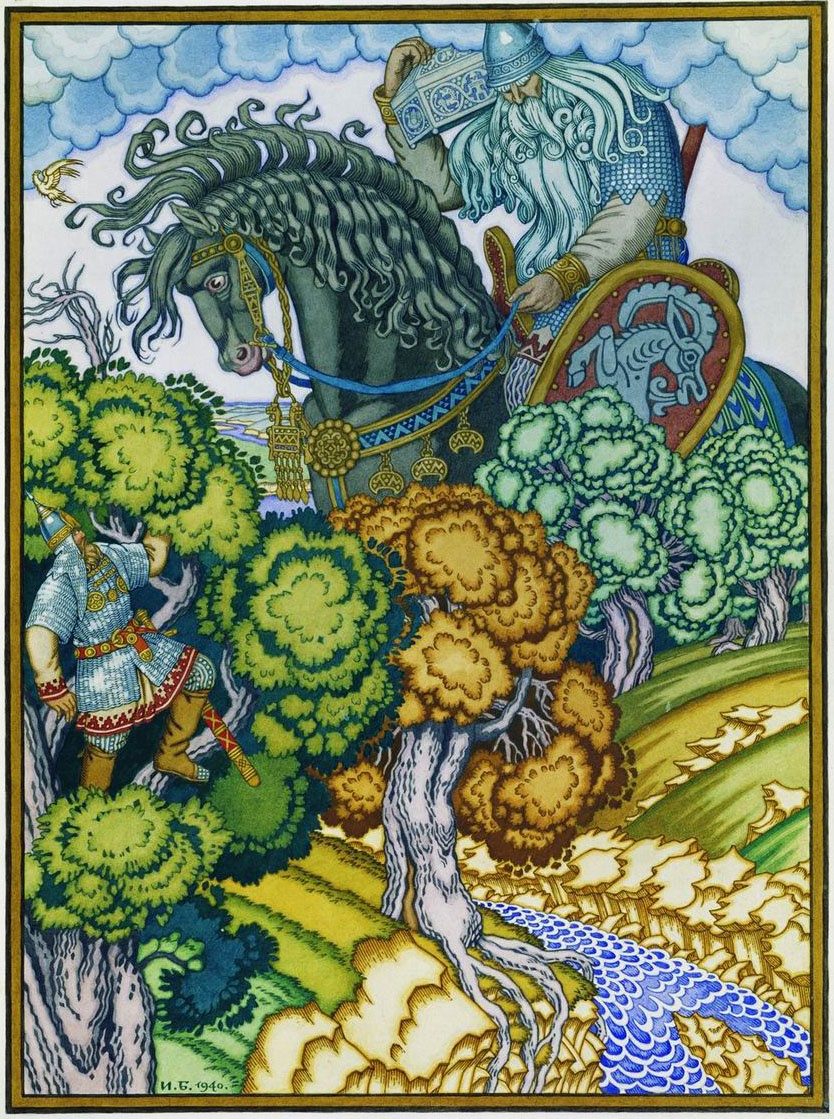
Святогор

Святогор — богатир зі східнослов'янського епосу, що стоїть поза київським та новгородським циклами і лише частково дотичний з першим (про зустріч Святогора з Іллею Муромцем). Святогор в епосі — велетень, «вище лісу стоячого»; його насилу носить Сира-Земля Мати. Він не їздить на святу Русь, а живе на високих Святих горах; при його поїздці мати-сира земля здригається, ліси колишуться і річки виливаються з берегів.
Одного разу, відчуваючи в собі колосальні сили, він похвалився, що якщо б було кільце в небі, а інше в землі, то він перевернув би небо і землю. Це почув Микула Селянинович і кинув на землю сумочку, яку Святогор марно намагається зрушити, сидячи на коні, а потім, зійшовши з коня і взявшись за сумочку обома руками, грузне в землю по коліна і тут, не здолавши «тяги земної», що у сумочці, кінчає своє життя.
За іншою розповіддю, Ілля Муромець в дорозі, під дубом, в чистому полі, знаходить богатирську постіль довжиною 10 сажнів, шириною 6 сажнів. Він засинає на ній на три дні. На третій день з північної сторони почувся шум; кінь розбудив Іллю і порадив сховатися на дубі. З'явився Святогор на коні, тримаючи на плечах кришталеву скриньку, в якій знаходилася його дружина-красуня. Поки Святогор спав, дружина його спокушає Іллю і потім садить його в кишеню чоловіка. Далі на шляху кінь каже Святогору, що йому важко: досі він возив богатиря з дружиною, тепер везе двох богатирів. Святогор знаходить Іллю і, розпитує, як він потрапив туди, вбиває невірну дружину, а з Іллею братається. На шляху до Північних гір богатирі зустрічають труну з написом: «Кому судилося в труні лежати, той у неї і ляже». Труна виявилась завеликою для Іллі, а за Святогором зачинилися кришка, і марно він намагався вийти звідти. Передавши частину своєї сили і свій меч Іллі, він велить рубати кришку труни, але з кожним ударом труна покривається залізним обручем.
Третій епізод — одруження Святогора; він запитує у Микули, як би дізнатися долю. Микула посилає його до Північних гір, до віщого коваля. На питання Святогора про майбутнє, він передбачив йому одруження на нареченій, що живе в приморському царстві 30 років на гноїщі. Святогор поїхав туди і знайшовши хвору на гноїщі, поклав біля неї гроші, вдарив її в груди мечем і поїхав. Дівчина прокинулася; кора, що вкривала її, зійшла; вона перетворилася на красуню, і Святогор, почувши про її красу, приїхав і одружився з нею. Після весілля Святогор побачив на її грудях шрам, дізнався в чому справа і зрозумів, що від долі не втечеш. Легенди і повісті про подібну труну відомі в українців, італійців, циган, мадярів, в стародавньому Єгипті.
Прототип Святогора-велетня не знайдено, хоча запропоновано багато гіпотез: Вольнер порівнював його з св. Христофором (який, за легендою переніс Христа через воду); Жданов стверджував, з більшою ймовірністю, що прототипом Святогора був біблійний Самсон. Навпаки, Веселовський вважав, що на легендарного Самсона-богатиря перейшли риси Святогора; в іншому місці він же вказує на можливе джерело — «Олександрію», де говориться «про великого чоловіка, якого побачивши, здивувався Олександр»: він лежав на високій горі 1000 кроків завдовжки і 200 завширшки — що нагадує постіль Святогора.